# سمفیز پوبیس (کالبدشناسی)
اِلتِصاق شرمگاهی یا سمفیز پوبیس یک مفصل غضروفی است که از اتصال دو استخوان بی‌نام (هیپ) در جلو از قسمت سطح داخلی تنه شرمگاهی‌های چپ و راست ایجاد می‌گردد. در ساختمان این مفصل علاوه بر غضروف شفاف (هیالن)، یک دیسک یا بالشتکی از غضروف لیفی (فیبری) وجود دارد. نام‌های دیگر سمفیز پوبیس عبارتند از سیمفیزیس پوبیس (به انگلیسی: Pubic symphysis) و ارتفاق عانه.
التصاق شرمگاهی در حالت طبیعی حرکت چندانی ندارد، ولی در خانم‌ها در زمان‌های بارداری به‌علت شلی لیگامانی ناشی از تغییرات هورمونی، حرکات آن افزایش می‌یابد.

## کالبدشناسی
به سطح داخلی تنهٔ شرم‌گاهی که در تشکیل سمفیز پوبیس شرکت می‌کند، سطح التصاقی می‌گویند که یک سطح مفصلی بیضی شکل است. سطوح مفصلی شرم‌گاه از غضروف شفاف تشکیل شده و از طریق یک دیسک یا صفحه‌ای از غضروف لیفی به‌هم متصل می‌گردند. سمفیز پوبیس یک مفصل غضروفی ثانویه به‌شمار می‌آید، چون برخلاف نوع اولیه (که فقط غضروف هیالن دارد)، دارای غضروف‌های فیبری و شفاف است.
دو مفصل خاجی-تهیگاهی (ساکروایلیاک) و التصاق شرمگاهی، مفاصل لگن را تشکیل می‌دهند. به علت ارتباط مفاصل لگنی با یکدیگر، هرگونه اختلال در یکی از آن‌ها، ممکن است عملکرد دیگری را دچار مشکل کند. با ایجاد اختلال در ساختمان سمفیز پوبیس، احتمال حساسیت و درد این ناحیه وجود دارد.

## التصاق شرمگاهی در زمان بارداری
در دوران حاملگی، شلی رباط‌ها ایجاد می‌شود که علت آن تغییرات هورمونی است. شل شدن رباط‌ها منجربه تحرک بیشتر از حد طبیعی مفاصل می‌گردد، به خصوص در مفاصلی که در تحمل وزن نقش دارند. میزان حرکات مفاصل خاجی ـ تهیگاهی و سمفیز پوبیس که در حالت طبیعی تحرک کمی دارند، در زمان‌های بارداری افزایش می‌یابد، که این مسئله می‌تواند باعث بروز کمردرد و حساسیت سمفیز پوبیس و نواحی اطراف آن گردد. معمولاً به‌علت رابطهٔ مفاصل لگنی با یکدیگر، گرفتاری و جابجایی‌های مفاصل خاجی ـ تهیگاهی با ناراحتی سمفیز پوبیس همراه می‌شود. درصورت وجود اختلال قبلی در عملکرد این مفاصل، مشکلات فرد تشدید می‌گردد. چرخش‌های مفاصل خاجی ـ تهیگاهی و جداشدگی سمفیز پوبیس می‌تواند به‌هنگام زایمان رخ دهد و همچنین برخی از ماهیچه‌های کف لگن را متأثر سازد.

## مشکلات و آسیب‌ها
برخی از عواملی که باعث اختلال در عملکرد التصاق شرمگاهی یا درد این ناحیه می‌گردند عبارتنداز:
- گسیختگی سمفیز پوبیس
- التهاب سمفیز پوبیس (استئیت پوبیس) که عبارت است از التهاب (بدون عفونت) در ناحیه سمفیز پوبیس که منجربه حساسیت و درد این قسمت و کشاله ران می‌گردد. عواملی همانند جراحی دستگاه ادراری و فعالیت‌های ورزشی خاصی چون فوتبال و تنیس ممکن است باعث این مشکل شوند. در استئیت شرم‌گاهی به تدریج چگالی استخوان در مفصل افزایش می‌یابد (استئواسکلروز).
- آرتروز (DJD) سمفیز پوبیس. آرتروز (استئوآرتریت) یک عامل تدریجی تخریب غضروف مفصلی است.
- مشکلات سوخت‌وسازی که باعث رسوب کلسیم در سمفیز پوبیس می‌شوند.
- بیماری روماتیسمی همانند التهاب مهره خمیده (اسپوندیلیت آنکیلوزان)
- حاملگی و زایمان

## نگارخانه

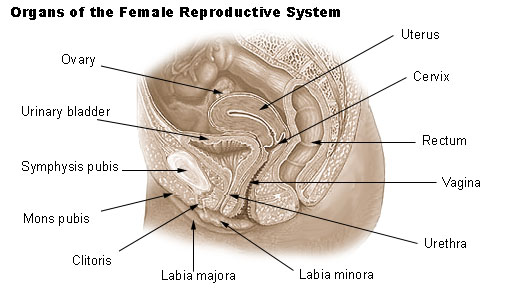
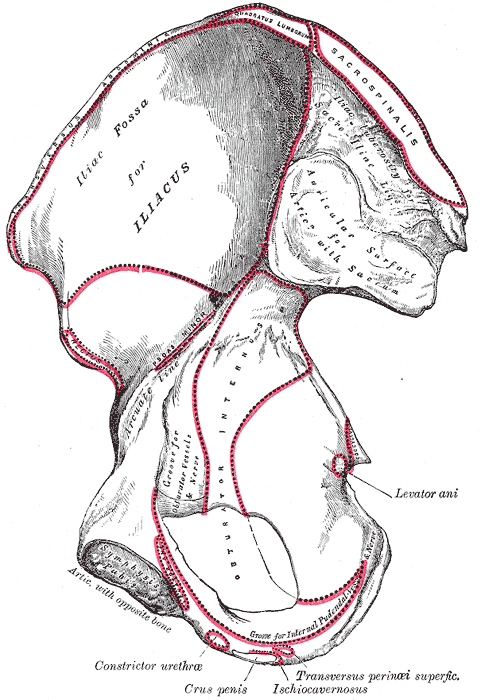
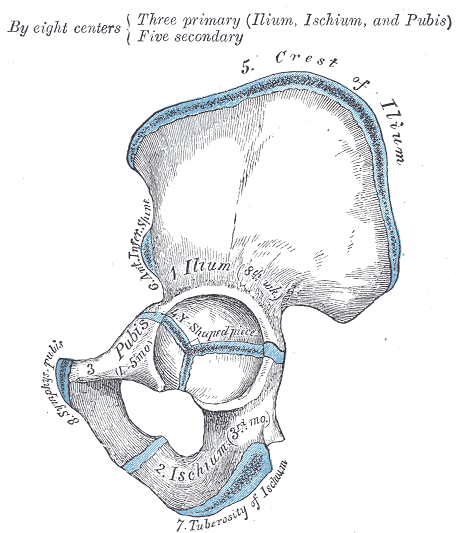
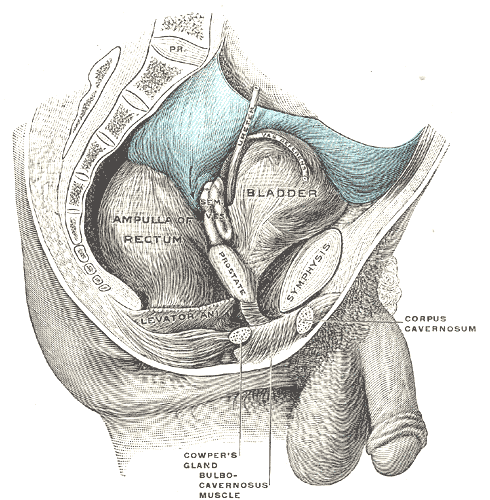
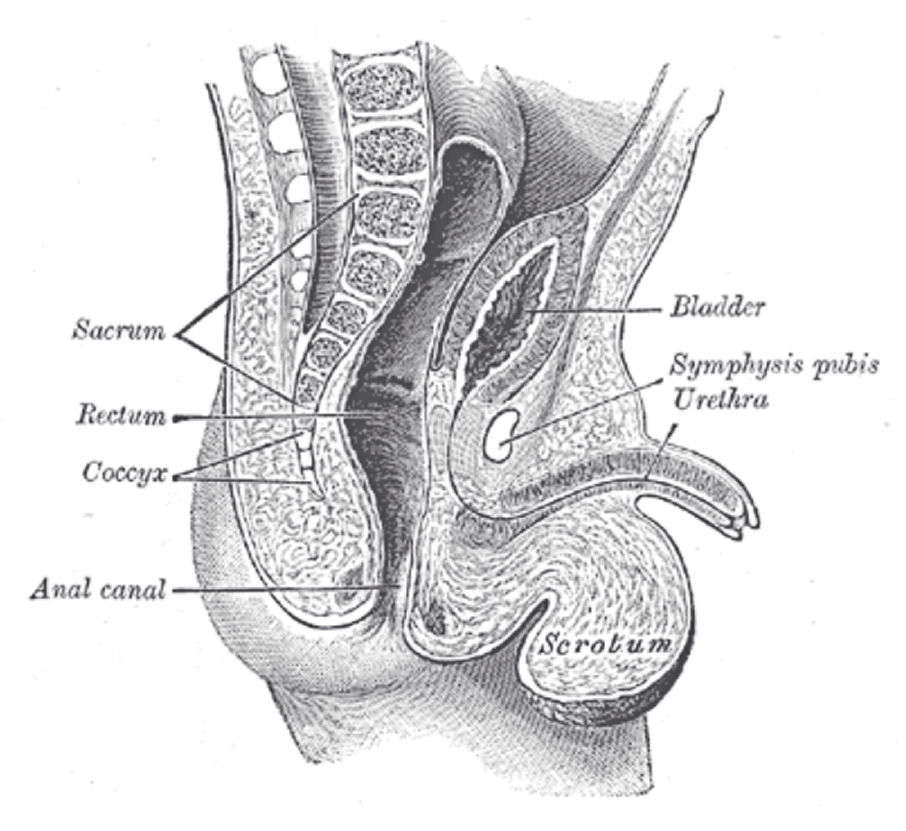
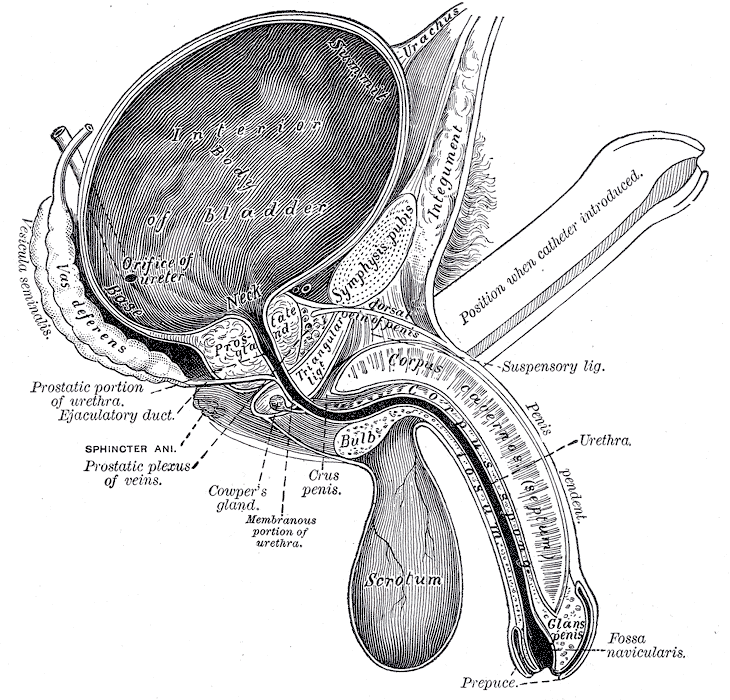
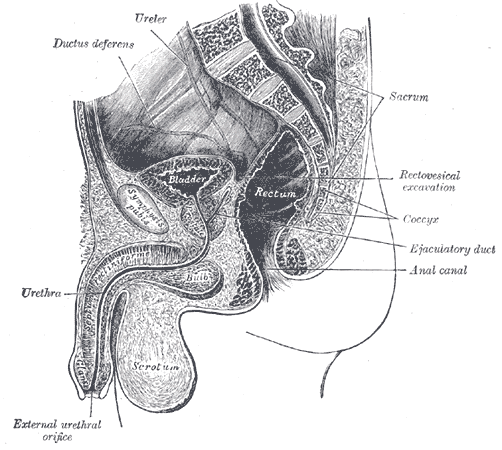
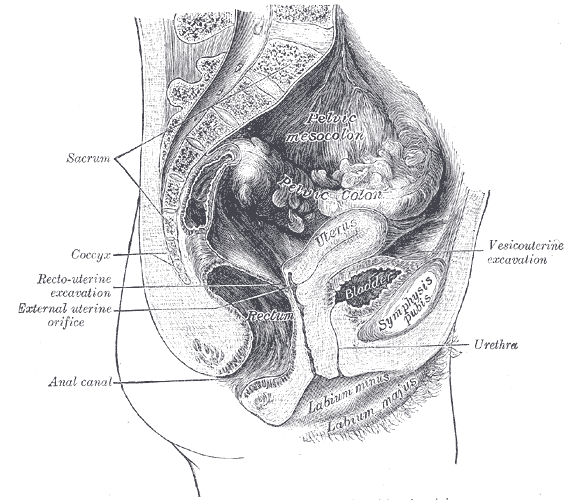
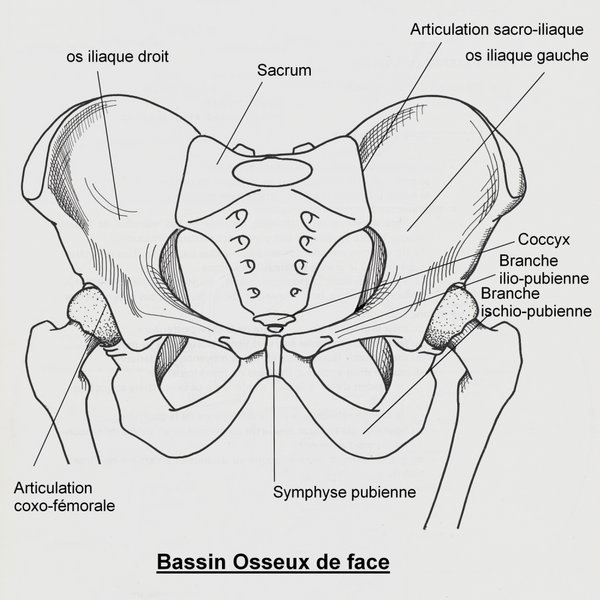